# Millesviks landskommun
Millesviks landskommun var en tidigare kommun i Värmlands län.

## Administrativ historik
Kommunen inrättades i Millesviks socken i Näs härad i Värmland när 1862 års kommunalförordningar trädde i kraft den 1 januari 1863.
Vid kommunreformen 1952 uppgick den i Värmlandsnäs landskommun som 1971 uppgick i Säffle kommun.